# Коефіцієнт бічного розпору
Коефіцієнт бічного розпору (рос. коэффициент бокового распора, англ. lateral thrust coefficient, нім. Stossschubgrad m, Seitenwandschubgrad m) — при ґрунтових та гірничих роботах — коефіцієнт, що характеризує ступінь горизонтальної деформації масиву гірських порід, ціликів або закладного масиву під дією вертикальних навантажень.